# Microcytherura
Microcytherura is een geslacht van kreeftachtigen uit de klasse van de Ostracoda (mosselkreeftjes).

## Soorten
- Microcytherura (Tetracytherura) bavarica (Witt, 1967) Moos, 1971
- Microcytherura (Tetracytherura) lienenklausi Moos, 1971
- Microcytherura (Tetracytherura) macropora (Lienenklaus, 1894) Moos, 1971 †
- Microcytherura (Tetracytherura) prisca (Pietrzeniuk, 1969) Moos, 1971
- Microcytherura aestuaricola Hartmann, 1980
- Microcytherura affinis Klie, 1938
- Microcytherura angulosa (Seguenza, 1880)
- Microcytherura antiqua Mehes, 1941 †
- Microcytherura australis McKenzie, 1967
- Microcytherura boulangei Rome, 1956
- Microcytherura broeckiana (Brady, 1878) Morkhoven, 1963
- Microcytherura cedunaensis Hartmann, 1980
- Microcytherura chinpei Hu & Tao, 2008
- Microcytherura concava Carbonnel, 1969 †
- Microcytherura curta (Malkin, 1953) Forester, 1980 †
- Microcytherura delphina Keen, 1972 †
- Microcytherura difficilis McKenzie, 1978
- Microcytherura elongata (Ikeya & Hanai)
- Microcytherura fulva (Brady & Robertson, 1874) Ruggieri, 1952
- Microcytherura fulvoides Dubowsky, 1939
- Microcytherura gawemuelleri McKenzie, 1967
- Microcytherura haywardi Milhau, 1993 †
- Microcytherura hornibrooki (McKenzie, 1967)
- Microcytherura inflexa Müller, 1894
- Microcytherura irregularis (Terquem, 1878) Hartmann, 1979
- Microcytherura kerryswansoni
- Microcytherura longiantennata Marinov, 1962
- Microcytherura miii Ishizaki, 1969
- Microcytherura nigrescens Mueller, 1894
- Microcytherura ornata Jellinek, 1993
- Microcytherura poligonia (Colalongo & Pasini, 1980)
- Microcytherura punctatella Howe & Mckenzie, 1989
- Microcytherura reticulata Hartmann, 1974
- Microcytherura rugosella Howe & Mckenzie, 1989
- Microcytherura shattucki (Ulrich & Bassler, 1904) Forester, 1980 †
- Microcytherura skinneri Poag, 1972 †
- Microcytherura triebeli McKenzie, 1967
- Microcytherura varnensis Marinov, 1962
- Microcytherura ventrokurtosa (Swain, 1967) Hartmann, 1979
- Microcytherura wupei Hu & Tao, 2008